# Pha̍k-oa-chhi

Le pha̍k-oa-chhi (chinois traditionnel : 白話字) est un système de romanisation de la variété de Nanchang de la langue gan. Le pha̍k-oa-chhi est basé sur le pe̍h-ōe-jī utilisé pour le minnan et est apparenté aux systèmes pha̍k-fa-sṳ pour le hakka, bǽh-oe-tu (en) pour le hainanais, bàng-uâ-cê pour le fuzhounais, et le pêh-uē-jī pour le teochew. 

## Alphabet

### Consonnes
| Pha̍k-oa-chhi | Exemple | API         |
| ------------ | ------- | ----------- |
| p            | 不丙八  | [p]         |
| ph           | 便坡平  | [pʰ]        |
| m            | 名卯免  | [m]         |
| f            | 夫火話  | [ɸ]~[f]     |
| t            | 丁典丹  | [t]         |
| th           | 天土大  | [tʰ]        |
| l            | 乃六男  | [l]         |
| ch           | 中主九  | [ts]~[tɕ]   |
| chh          | 七丈出  | [tsʰ]~[tɕʰ] |
| s            | 細司西  | [s]~[ɕ]     |
| gn           | 年元女  | [ɲ]~[nʲ]    |
| k            | 各光交  | [k]         |
| kh           | 可口共  | [kʰ]        |
| ng           | 哀安恩  | [ŋ]         |
| h            | 下何合  | [h]         |
| ∅ (rien)     | 一也雲  | ∅           |

### Voyelles

#### Monophtongues
| Pha̍k-oa-chhi | Exemple | API     |
| ------------ | ------- | ------- |
| a            | 下三人  | [a]     |
| i            | 一丁世  | [i]~[ɨ] |
| u            | 中公共  | [u]     |
| ṳ            | 主雲於  | [y]     |
| e            | 冊則然  | [ɛ]     |
| e̤            | 不政珍  | [ə]     |
| o            | 上何作  | [ɔ]     |

#### Diphtongues
| Pha̍k-oa-chhi | Exemple | API  |
| ------------ | ------- | ---- |
| ai           | 介代    | [ai] |
| au           | 交保    | [au] |
| ia           | 也且    | [ia] |
| iu           | 久九    | [iu] |
| ie           | 幹便    | [iɛ] |
| ie           | 葉折    | [iə] |
| io           | 享亮    | [iɔ] |
| oa           | 凡刮    | [ua] |
| oi           | 久九    | [ui] |
| oe           | 國或    | [uɛ] |
| oe           | -       | [uə] |
| uo           | 亡光    | [uɔ] |
| ṳo           | 全元    | [yɔ] |

### Tons
| Tons             | Exemple  | Diacritique utilisé      | Pha̍k-oa-chhi |
| ---------------- | -------- | ------------------------ | ------------ |
| 陰平 Yin Ping    | 妻欺溪   | Absence de diacritique   | chhi         |
| 陽平 Yang Ping   | 其器奇旗 | Accent aigu              | chhí         |
| 上聲 Shang Sheng | 啟氣豈起 | Accent circonflexe       | chhî         |
| 陰去 Yin Qu      | 眵       | Macron                   | chhī         |
| 陽去 Yang Qu     | 技       | Accent grave             | chhì         |
| 入聲 Ru Sheng    | 七極疾   | Ligne verticale suscrite | chhi̍+p, t, k |